# Czynność procesowa
Czynność procesowa – szczególnego rodzaju czynność prawna podejmowana przed organami procesowymi lub przez te organy (na przykład przed sądem w toku postępowania sądowego, przed organem administracji publicznej w toku postępowania administracyjnego), której skutkiem jest ukształtowanie pozycji procesowej strony dokonującej czynności albo rozstrzygnięcie kwestii będącej przedmiotem sprawy (głównej lub incydentalnej).
Dokonanie czynności procesowej może mieć postać wniesienia powództwa, pisma przygotowawczego, aktu oskarżenia, wniosku o sporządzenie uzasadnienia wyroku, a także samego wydania wyroku, decyzji administracyjnej lub postanowienia.

## Czynność procesowa w myśl przepisów Kodeksu postępowania cywilnego
W rozumieniu przepisów Kodeksu postępowania cywilnego czynności procesowej może dokonać wyłącznie osoba posiadająca zdolność do czynności procesowych (zdolność procesową), to znaczy osoba fizyczna o pełnej zdolności do czynności prawnych, osoba prawna lub jednostka organizacyjna nieposiadająca osobowości prawnej, której ustawa przyznaje zdolność prawną.
Za osobę fizyczną, która nie posiada zdolności procesowej ze względu na niepełnoletniość lub ubezwłasnowolnienie, czynności procesowej dokonuje jej przedstawiciel ustawowy (matka, ojciec, opiekun). Osoby prawne dokonują czynności poprzez swoje organy.
Strona dokonująca czynności procesowej może działać przez pełnomocnika (zdolność postulacyjna).
Zasadą jest, iż dla swej skuteczności czynność procesowa powinna być dokonana w terminie ściśle określonym przepisami pod rygorem uznania za bezskuteczną; uchybienie to może pociągać za sobą także inne skutki prawne (np. odrzucenie apelacji. W pewnych przypadkach – jeśli strona uchybi terminowi nie z własnej winy – sąd może przywrócić termin do dokonania czynności.

## Czynność procesowa w myśl przepisów Kodeksu postępowania karnego
Czynności procesowe w postępowaniu karnym to zachowanie się uczestnika procesu wywołujące skutki przewidziane przez  prawo procesowe. Regułą jest, że zachowanie to przybiera formę działania. Zaniechanie nie jest w procesie żadną czynnością, chyba że chodzi o świadome zaniechanie (na przykład milczenie mające na celu wywołanie skutku prawnego).
Czynność procesowa, aby mogła być uznana za skuteczną, musi pozostawać w zgodzie z pewnymi wymaganiami:
- zgodność z przepisami prawa procesowego
- istnienie woli uczestników czynności w wypadku oświadczeń procesowych
- brak wad woli uczestników czynności procesowej (niedopuszczalny jest błąd co do treści czynności i przymus psychiczny)
- brak warunku w odniesieniu do oświadczeń procesowych.

Czynności procesowe dzielą się na:
- czynności realne (zwane także faktycznymi), na przykład przeszukanie, zatrzymanie
- oświadczenia procesowe, czyli wyrażenie woli
- postrzeżenia procesowe.

Oświadczenia procesowe dzielą się na:
- oświadczenia postulujące (skargi, prośby, wnioski)
- oświadczenia władcze (imperatywne) z których najważniejsze są decyzje procesowe.

Decyzje procesowe dzielą się na:
- orzeczenia (orzeczenia dzielą się na wyroki i postanowienia)
- zarządzenia.

Czynności procesowe tworzą stosunki procesowe.